# Citi Open 2022
Citi Open 2022 byl společný tenisový turnaj hraný na okruzích mužů ATP Tour a žen WTA Tour v Tenisovém centru Williama H.G. FitzGeralda. Probíhal na otevřených dvorcích s tvrdým povrchem Sportmaster mezi 1.  až 7. srpnem 2022 v americkém hlavním městě Washingtonu, D.C. jako padesátý třetí ročník mužského a desátý ročník ženského turnaje.
Mužská polovina dotovaná 2 108 110 dolary se řadila do kategorie ATP Tour 500 jako třetí díl letní severoamerické US Open Series. Ženská část s rozpočtem 251 750 dolarů patřila do kategorie WTA 250. Kvůli koronavirové pandemii se naposledy předtím hrála v roce 2019. V sezóně 2021 se uskutečnila ve formě exhibice. Nejvýše nasazenými singlisty se stali osmý hráč žebříčku Andrej Rubljov a světová sedmička obhajující titul Jessica Pegulaová ze Spojených států. Jako poslední přímí účastníci do dvouher nastoupili 103. tenista pořadí, Američan Jack Sock, a 89. žena klasifikace Donna Vekićová z Chorvatska.
V důsledku invaze Ruska na Ukrajinu na konci února 2022 řídící organizace tenisu ATP, WTA a ITF s grandslamy rozhodly, že ruští a běloruští tenisté mohli dále na okruzích startovat, ale do odvolání nikoli pod vlajkami Ruska a Běloruska.
Sedmý singlový titul na okruhu ATP Tour vyhrál 27letý Australan Nick Kyrgios, jenž navázal na washingtonské vítězství z roku 2019. Jako první hráč v historii turnaje prošel soutěží bez ztráty podání, když v 64 servírovacích gamech odvrátil všech deset brejkbolů. Spolu s Američanem Jackem Sockem si odvezl i deblovou trofej. Oba šampioni společně ovládli druhý turnaj. Druhou trofej ve dvouhře okruhu WTA Tour vybojovala 23letá Ruska Ljudmila Samsonovová. V ženské čtyřhře zvítězily Američanka Jessica Pegulaová s Novozélanďankou Erin Routliffeovou a připsaly si premiérovou párovou trofej.

## Rozdělení bodů a finančních odměn

### Rozdělení bodů
| Soutěž       | Soutěž        | vítězové | finalisté | semifinalisté | čtvrtfinalisté | 16 v kole | 32 v kole | 48 v kole | Q  | Q2 | Q1 |
| ------------ | ------------- | -------- | --------- | ------------- | -------------- | --------- | --------- | --------- | -- | -- | -- |
| dvouhra mužů | [ 2 ]         | 500      | 300       | 180           | 90             | 45        | 20        | 0         | 10 | 4  | 0  |
| čtyřhra mužů | [ 11 ] [ 12 ] | 500      | 300       | 180           | 90             | 0         | —         | —         | 45 | 25 | 0  |
| dvouhra žen  | [ 3 ] [ 13 ]  | 280      | 180       | 110           | 60             | 30        | 1         | —         | 18 | 12 | 1  |
| čtyřhra žen  | [ 14 ]        | 280      | 180       | 110           | 60             | 1         | —         | —         | —  | —  | —  |

### Finanční odměny
| Soutěž                              | Soutěž        | vítězové  | finalisté | semifinalisté | čtvrtfinalisté | 16 v kole | 32 v kole | 48 v kole | Q2      | Q1      |
| ----------------------------------- | ------------- | --------- | --------- | ------------- | -------------- | --------- | --------- | --------- | ------- | ------- |
| dvouhra mužů                        | [ 2 ] [ 15 ]  | 342 800 $ | 182 825 $ | 94 840 $      | 49 515 $       | 26 095 $  | 14 280 $  | 7 620 $   | 4 000 $ | 2 285 $ |
| čtyřhra mužů                        | [ 11 ] [ 12 ] | 119 980 $ | 63 990 $  | 32 370 $      | 16 190 $       | 8 380 $   | —         | —         | —       |         |
| dvouhra žen                         | [ 3 ] [ 13 ]  | 33 200 $  | 19 750 $  | 11 000 $      | 6 200 $        | 4 100 $   | 2 835 $   | —         | 2 360 $ | 1 750 $ |
| čtyřhra žen                         | [ 14 ]        | 12 000 $  | 6 700 $   | 3 950 $       | 2 350 $        | 1 800 $   | —         | —         | —       | —       |
| částka ve čtyřhře je uvedena na pár |               |           |           |               |                |           |           |           |         |         |

## Dvouhra mužů

### Nasazení
| Stát                             | Hráč                    | ATP | Nasazení |
| -------------------------------- | ----------------------- | --- | -------- |
|                                  | Andrej Rubljov          | 8.  | 1.       |
| Polsko                           | Hubert Hurkacz          | 11. | 2.       |
| USA                              | Taylor Fritz            | 12. | 3.       |
| USA                              | Reilly Opelka           | 17. | 4.       |
| Bulharsko                        | Grigor Dimitrov         | 18. | 5.       |
| Kanada                           | Denis Shapovalov        | 21. | 6.       |
|                                  | Karen Chačanov          | 23. | 7.       |
| Nizozemsko                       | Botic van de Zandschulp | 26. | 8.       |
| Dánsko                           | Holger Rune             | 27. | 9.       |
| USA                              | Frances Tiafoe          | 29. | 10.      |
| Austrálie                        | Alex de Minaur          | 30. | 11.      |
| Argentina                        | Sebastián Báez          | 32. | 12.      |
| USA                              | Maxime Cressy           | 34. | 13.      |
| USA                              | Tommy Paul              | 36. | 14.      |
|                                  | Aslan Karacev           | 37. | 15.      |
| Spojené království               | Dan Evans               | 39. | 16.      |
| Žebříček ATP k 25. červenci 2022 |                         |     |          |

### Jiné formy účasti
Následující hráčí obdrželi divokou kartu do hlavní soutěže:
- Christopher Eubanks
- Bradley Klahn
- Stefan Kozlov
- J. J. Wolf

Následující hráč nastoupil pod žebříčkovou ochranou:
- Kyle Edmund

Následující hráči postoupili z kvalifikace:
- Taró Daniel
- Borna Gojo
- Dominik Koepfer
- Michael Mmoh
- Josuke Watanuki
- Wu Tchung-lin

### Odhlášení
před zahájením turnaje
- Alexandr Bublik → nahradil jej  Peter Gojowczyk
- Francisco Cerúndolo → nahradil jej  Jack Draper

## Mužská čtyřhra

### Nasazení
| Stát                                                                        | Hráč            | Stát               | Hráč              | ATP | Nasazení |
| --------------------------------------------------------------------------- | --------------- | ------------------ | ----------------- | --- | -------- |
| USA                                                                         | Rajeev Ram      | Argentina          | Horacio Zeballos  | 5.  | 1.       |
| Nizozemsko                                                                  | Wesley Koolhof  | Spojené království | Neal Skupski      | 11. | 2.       |
| Salvador                                                                    | Marcelo Arévalo | Nizozemsko         | Jean-Julien Rojer | 16. | 3.       |
| Chorvatsko                                                                  | Ivan Dodig      | USA                | Austin Krajicek   | 33. | 4.       |
| Žebříček ATP k 25. červenci 2022; číslo je součtem umístění obou členů páru |                 |                    |                   |     |          |

### Jiné formy účasti
Následující páry obdržely divokou kartu do hlavní soutěže:
- Alex de Minaur /  Frances Tiafoe
- Denis Kudla /  Denis Shapovalov

Následující pár postoupil do hlavní soutěže z kvalifikace:
- Emil Ruusuvuori /  Luke Saville

### Odhlášení
před zahájením turnaje
- Marcel Granollers /  Horacio Zeballos → nahradili je  Nick Kyrgios /  Jack Sock
- Nikola Mektić /  Rajeev Ram → nahradili je  Rajeev Ram /  Horacio Zeballos
- Rafael Matos /  David Vega Hernández → nahradili je  Mackenzie McDonald /  Botic van de Zandschulp

## Ženská dvouhra

### Nasazení
| Stát                             | Hráčka              | WTA | Nasazení |
| -------------------------------- | ------------------- | --- | -------- |
| USA                              | Jessica Pegulaová   | 7.  | 1.       |
| Spojené království               | Emma Raducanuová    | 10. | 2.       |
| Rumunsko                         | Simona Halepová     | 16. | 3.       |
|                                  | Viktoria Azarenková | 20. | 4.       |
| Belgie                           | Elise Mertensová    | 30. | 5.       |
| Estonsko                         | Kaia Kanepiová      | 36. | 6.       |
| Egypt                            | Majar Šarífová      | 46. | 7.       |
| Dánsko                           | Clara Tausonová     | 47. | 8.       |
| Žebříček WTA k 25. červenci 2022 |                     |     |          |

### Jiné formy účasti
Následující hráčky obdržely divokou kartu do hlavní soutěže:
- Hailey Baptisteová
- Sofia Keninová
- Venus Williamsová

Následující hráčky postoupily z kvalifikace:
- Mirjam Björklundová
- Cristina Bucșová
- Louisa Chiricová
- Rebecca Marinová

Následující hráčka postoupila z kvalifikace jako šťastná poražená:
- Wang Si-jü

### Odhlášení
před zahájením turnajet
- Marie Bouzková → nahradila ji  Wang Si-jü
- Leylah Fernandezová → nahradila ji  Harriet Dartová
- Ann Liová → nahradila ji  Greet Minnenová
- Anastasija Potapovová → nahradila ji  Darja Savilleová

## Ženská čtyřhra

### Nasazení
| Stát                                                                         | Hráčka            | Stát        | Hráčka              | WTA | Nasazení |
| ---------------------------------------------------------------------------- | ----------------- | ----------- | ------------------- | --- | -------- |
| USA                                                                          | Jessica Pegulaová | Nový Zéland | Erin Routliffeová   | 45. | 1.       |
| Belgie                                                                       | Elise Mertensová  | Belgie      | Greet Minnenová     | 53. | 2.       |
| Česko                                                                        | Lucie Hradecká    | Rumunsko    | Monica Niculescuová | 61. | 3.       |
|                                                                              | Anna Kalinská     | USA         | Caty McNallyová     | 85. | 4.       |
| Žebříček WTA k 25. červenci 2022; číslo je součtem umístění obou členek páru |                   |             |                     |     |          |

### Jiné formy účasti
Následující páry obdržely divokou kartu do hlavní soutěže:
- Makenna Jonesová /  Sloane Stephensová
- Jamie Loebová /  Christina McHaleová

### Odhlášení
před zahájením turnaje
- Sophie Changová /  Angela Kulikovová → nahradily je  Sophie Changová /  Astra Sharmaová
- Lucie Hradecká /  Sania Mirzaová → nahradily je  Lucie Hradecká /  Monica Niculescuová
- Anastasija Potapovová /   Jana Sizikovová → nahradily je  Allura Zamarripová /  Maribella Zamarripová
- Alicja Rosolská /  Erin Routliffeová → nahradily je  Jessica Pegulaová /  Erin Routliffeová

## Přehled finále

### Mužská dvouhra
- Nick Kyrgios vs.  Jošihito Nišioka, 6–4, 6–3

### Ženská dvouhra
- Ljudmila Samsonovová vs.  Kaia Kanepiová, 4–6, 6–3, 6–3

### Mužská čtyřhra
- Nick Kyrgios /  Jack Sock vs.  Ivan Dodig /  Austin Krajicek, 7–5, 6–4

### Ženská čtyřhra
- Jessica Pegulaová /  Erin Routliffeová vs.   Anna Kalinská /  Caty McNallyová, 6–3, 5–7, [12–10]